# John McClane
John McClane (Plainfield, 11 de agosto de 1957) é um personagem fictício interpretado pelo ator Bruce Willis. É um policial e o protagonista da franquia de sucesso Die Hard (Duro de Matar), sendo mostrado como um herói vulnerável, sarcástico, sensível e dotado de grande inteligência e perspicácia.